# Birom J. S. Sowe
Birom J. S. Sowe (* 18. April 1980) ist ein gambischer Politiker.

## Leben
| Parlamentswahl  | Stimmen | Stimmanteil |
| --------------- | ------- | ----------- |
| 2020 (Nachwahl) | 1.718   | 68,09 %     |
| 2022            | 1.038   | 28,29 %     |

Nachdem der gewählte Vertreter des Wahlkreises  Niamina West, Demba Sowe (GDC), am  24. Januar 2020 verstarb, wurde nach einer langen Verzögerung durch der Coronavirus-Pandemie am 7. November 2020 im Wahlkreis Nachwahlen zu den Parlamentswahlen 2017 angesetzt. Ursprünglich sollte am schon 16. April 2020 die Nachwahl stattfinden. Den Wahlkreis und damit einen Sitz in der Nationalversammlung gewann Birom J. S. Sowe für National People’s Party (NPP) mit 68,09 % der Stimmen vor Yero Jallow (GDC).
Bei den folgenden Parlamentswahlen 2022 konnte Sowe den Wahlkreis mit 28,29 % der Stimmen erfolgreich verteidigen. Die anderen Kandidaten Basiru Ceesay (UDP), Yerro Jallow (GDC), Abdou Asis Sowe (Unabh.), Kemeseng Sanneh (PDOIS) und Ousman D. Jallow (NUP) erreichten jeweils weniger Stimmen.